# The Wall
The Wall är ett konceptalbum och rockopera av Pink Floyd. Det släpptes den 30 november 1979. Albumets övergripande tema är social isolering från omvärlden och dess orsaker och konsekvenser. Albumet berättar en historia om en karaktär vid namn "Pink", som förlorar sin far i ett krig, blir dåligt behandlad i skolan, har en överbeskyddande mor och en fru som lämnar honom - allt detta bidrar till Pinks självisolering i form av en mental mur. The Wall är ett av bandets mest kända album och brukar av många fans räknas som ett av deras bästa album tillsammans med The Dark Side of the Moon och Wish You Were Here. Albumet kan ses som en del i en trestegsraket med album, konsert och film.

## Albumet
Roger Waters fick originalidén till albumet efter att han under en konsert i Montréal under turnén som följde albumet Animals spottade en konsertbesökare i ansiktet. Waters blev upprörd över sitt eget beteende och märkte att bandet och konsertbesökarna blivit isolerade från varandra under årens gång då Pink Floyd växt i popularitet och börjat spela sina konserter i allt större lokaler där stökigheten bland besökarna varit hög.
Waters, som i princip helt tagit kontroll över gruppen under det föregående albumet Animals, skrev alla låtar själv förutom "Young Lust", "Comfortably Numb" och "Run Like Hell" som han skrev tillsammans med David Gilmour och "The Trial" som han skrev med Bob Ezrin. På flera av låtarna ackompanjeras bandet av en symfoniorkester under ledning av Michael Kamen.
Albumet handlar om rockstjärnan Pink och berättar en lös historia om en imaginär mur han bygger upp omkring sig under sin uppväxt för att skydda sig känslomässigt, och de konsekvenser denna isolation har på honom. Pink förlorar sin far under andra världskriget och växer upp i efterkrigstidens nedstämda England. Hans överbeskyddande mor försöker kontrollera hans liv och i skolan är lärarna tyranniska och nedvärderande. Som vuxen blir Pink rockstjärna och gifter sig med en kvinna. Dock faller förhållandet sönder på grund av Pinks mentala mur, och hans liv börjar präglas av droger, groupies och våldsutbrott, och hans fru blir otrogen med en annan man. Medan äktenskapet faller sönder inser han att han har byggt klart sin mur. Pink inser dock snabbt vikten av sin isolering och att han är fast bakom sin mur, och börjar brytas ned mentalt under tiden som han är inlåst i ett hotellrum. Hans kris kulminerar när han innan ett scenframträdande kollapsar på sitt hotellrum, och en läkare ger honom droger för att han ska klara att stå upp. Under påverkan av drogerna hallucinerar han att han är en fascistledare och att konserten är ett fascistmöte där han håller ett hätskt tal mot de personer han anser vara av mindre värde. Hans inre röst gör dock uppror mot honom, och Pink sätter sig på en inre rättegång mot sig själv. Han dömer sig själv till att riva muren och återuppta kontakt med alla han isolerat sig från genom sitt liv och resten av samhället. Vid albumets slut hör man en röst säga "Isn't this..."; albumets första sång inleds med en röst som säger "... where we came in?". Detta indikerar att konceptet har en cyklisk natur.
Waters idé till The Wall var ursprungligen väldigt självbiografisk, men efter diskussioner med Bob Ezrin tonades denna biografi gradvis ned, eller förändrades, så att den fiktiva rockartisten "Pink" överensstämmer både med Roger Waters och med Syd Barret. Dessutom kan man se paralleller med andra rockmusikers uppgång och fall, framförallt i filmen.

## Filmen
Albumet resulterade även i en film, Pink Floyd The Wall, som kom 1982. Filmen regisserades av Alan Parker och huvudrollen som rockstjärnan Pink innehas av Bob Geldof.

## Konserter
The Wall framfördes ursprungligen som konsert endast ett trettiotal gånger i städerna Los Angeles, New York, London och Dortmund under 1980 och 1981. Originalkonserten kunde inte framföras fler gånger på grund av de höga kostnaderna.
Under konsertens första halva byggdes en tio meter hög mur mellan bandet och publiken, och under andra halvan spelade bandet för det mesta bakom muren. Konsertens första nummer ("In The Flesh?") framfördes inte av Pink Floyd själva, utan av musiker utklädda till gruppen med gummimasker gjutna från de riktiga bandmedlemmarnas ansikten. Musikerna hjälpte sedan till att framföra vissa nummer under resten av konserten. Konserten innehöll också andra specialeffekter som svävande gummidockor föreställandes olika karaktärer i låtarna.
Den mest påkostade konserten, och den största i antal åskådare, samt en av de mest omtalade konserterna i musikens historia var den i Berlin 21 juli 1990, året efter Berlinmurens fall. Denna konsert framfördes dock ej av Pink Floyd utan av Roger Waters själv samt gästartister. Se The Wall: Live in Berlin.
Under 2011 återuppförde Roger Waters, med ett nytt kompband, The Wall-konserterna i 32 europeiska städer, bland annat Stockholm (två konserter i Globen), Oslo, Helsingfors, Köpenhamn (på Parken), London, Paris, Moskva och Berlin.

## Låtlista
Alla låtar skrivna av Roger Waters där inget annat anges.

### Skiva 1
Sida 1
1. "In the Flesh?" - 3:16
2. "The Thin Ice" - 2:27
3. "Another Brick in the Wall (Part I)" - 3:21
4. "The Happiest Days of Our Lives" - 1:46
5. "Another Brick in the Wall (Part II)" - 3:59
6. "Mother" - 5:32

Sida 2
1. "Goodbye Blue Sky" - 2:45
2. "Empty Spaces" - 2:10
3. "Young Lust" (Roger Waters/David Gilmour) - 3:25
4. "One of My Turns" - 3:41
5. "Don't Leave Me Now" - 4:08
6. "Another Brick in the Wall (Part III)" - 1:48
7. "Goodbye Cruel World" - 0:48

### Skiva 2
Sida 3
1. "Hey You" - 4:40
2. "Is There Anybody Out There?" - 2:44
3. "Nobody Home" - 3:26
4. "Vera" - 1:35
5. "Bring the Boys Back Home" - 1:21
6. "Comfortably Numb" (David Gilmour/Roger Waters) - 6:23

Sida 4
1. "The Show Must Go On" - 1:36
2. "In the Flesh" - 4:13
3. "Run Like Hell" (David Gilmour/Roger Waters) - 4:20
4. "Waiting for the Worms" - 4:04
5. "Stop" - 0:39
6. "The Trial" (Roger Waters/Bob Ezrin) - 5:13
7. "Outside the Wall" - 1:41